# Maximilian Levy
Maximilian Levy (Berlijn, 26 juni 1987) is een Duits wielrenner.
In 2004 werd hij wereldkampioen bij de junioren op de 1 km tijdrit en de teamsprint. Een jaar later pakte Levy de wereldtitel bij de junioren op de sprint, de 1 km tijdrit en de teamsprint.
Tijdens de Olympische Spelen van 2008 in Peking won Levy de bronzen medaille op de teamsprint samen met René Enders en Stefan Nimke. In 2009 pakte Levy de wereldtitel op de keirin en in 2010 behaalde hij samen met Robert Förstemann en Stefan Nimke de wereldtitel op de teamsprint.
Op 1 december 2011 won de Duitse ploeg, bestaande uit Maximilian Levy, René Enders en Stefan Nimke, de wereldbekerwedstrijd op de teamsprint in het Colombiaanse Cali in een nieuw wereldrecord. Op 6 januari 2012 werd bekendgemaakt dat Grégory Baugé zijn wereldtitels van 2011 moest inleveren omwille van een schorsing. Levy behaalde zo samen met René Enders en Stefan Nimke de wereldtitel op de teamsprint.
In 2016 werd Levy als baanwielrenner geselecteerd voor de wegwedstrijd op de Olympische Spelen in Rio de Janeiro, die hij niet uitreed.

## Palmares
| Jaar | DK                                        | EK                  | WK                  | Overig                                                                  |
| ---- | ----------------------------------------- | ------------------- | ------------------- | ----------------------------------------------------------------------- |
| 2005 |                                           |                     |                     | WB Manchester Keirin                                                    |
| 2006 | 1KM                                       |                     |                     |                                                                         |
| 2007 |                                           |                     | Ploegsprint         |                                                                         |
| 2008 | 1KM, Ploegsprint                          |                     |                     | OS Ploegsprint                                                          |
| 2009 | Keirin                                    |                     | Keirin              | Enkhuizen                                                               |
| 2010 | Sprint, ploegsprint                       | Ploegsprint         | Ploegsprint, Keirin | EK Ploegsprint                                                          |
| 2011 | Keirin, Ploegsprint                       | sprint              | Ploegsprint         | Manchester Keirin, WB Astana Ploegsprint, WB Cali Keirin en Ploegsprint |
| 2012 | Ploegsprint                               |                     | Keirin              | WB Londen Ploegsprint, Koln Sprint, Cottbus Keirin                      |
| 2013 | 1KM, Keirin, sprint                       | Ploegsprint, keirin | Ploegsprint, Keirin |                                                                         |
| 2014 | 1km                                       |                     | ploegsprint         |                                                                         |
| 2015 | sprint, keirin, 1km                       |                     |                     |                                                                         |
| 2016 | sprint, keirin                            |                     |                     |                                                                         |
| 2017 | sprint, keirin, ploegsprint               | keirin, ploegsprint |                     | WB Manchester ploegsprint                                               |
| 2018 | keirin, ploegsprint, ploegenachtervolging |                     | keirin              |                                                                         |
| 2019 |                                           |                     |                     |                                                                         |
| 2020 |                                           | sprint · keirin     |                     |                                                                         |